# 渕正信
渕 正信（ふち まさのぶ、1954年1月14日 - ）は、日本の男性プロレスラー。福岡県北九州市戸畑区出身。全日本プロレス所属。血液型B型。愛称は「フッチー」。

## 来歴
八幡大学付属高校時代は、レスリングと陸上競技で鍛え上げる。八幡大学へ進学も中退し、日本プロレスへの入門を目指し上京するが、列車の中で読んだ九州スポーツで日プロの崩壊を知り、渕も一旦九州に帰らざるをえなくなった。
1974年4月10日に全日本プロレスに入門。この年、ライバル団体である新日本プロレスもすでに旗揚げされていたが、日プロ時代のファンでもある渕は「馬場さんと猪木さんでは、スターとしては格がまったく違うじゃないですか」と後に語るほど馬場に憧れており、全日本プロレスを選んだ。入門わずか12日で徳島県三好市（旧：池田町）四国電力横広場での大仁田厚戦でデビューした。当時は、大仁田や園田一治と共に渕も若手三羽烏の一人として頭角を表していった。
1980年に海外武者修行に出立、プエルトリコにて大仁田と合流し、1981年3月よりマサ・フチ（Masa Fuchi）のリングネームでテネシー州メンフィスのCWAに参戦。トージョー・ヤマモトをマネージャーに迎え、大仁田とのコンビでジェリー・ローラー&ビル・ダンディーやロックンロール・エクスプレス（リッキー・モートン&ロバート・ギブソン）とAWA南部タッグ王座を争い、同タイトルを通算3回獲得した。出身地は、長崎出身の大仁田に合わせ広島出身とされていた。
1981年10月からはNWAのフロリダ地区（エディ・グラハム主宰のCWF）に出場して、大仁田とのコンビでジャック・ブリスコ&ジェリー・ブリスコやブッチ・リード&スウィート・ブラウン・シュガーなどのチームと対戦。このフロリダ滞在時、渕は全日本プロレスのレスラーには珍しくカール・ゴッチより指導を受けている。大仁田の帰国後はプエルトリコを経て、1982年11月より単身でミッドアトランティック地区（ジム・クロケット・ジュニア主宰のMACW）に転戦。リッキー・スティムボート、ロディ・パイパー、ワフー・マクダニエル、ボブ・オートン・ジュニア、マイク・ロトンド、リック・フレアーらトップスターのジョバーを務めた。
1983年8月に凱旋帰国を果たし、アメリカでのブッカーでもあったテリー・ファンクの引退試合が行われた8月31日の蔵前国技館大会において、チャボ・ゲレロの持つNWAインターナショナル・ジュニアヘビー級王座に挑戦。その後はジュニアに転向したマイティ井上や、第1次UWFから移籍してきたグラン浜田、マジック・ドラゴン（ハル薗田）、2代目タイガーマスクらのサポートに回ったり、怪我から復帰してきた大仁田と前座で対戦するなどしていたが、2代目タイガーマスクのヘビー級転向を受けて再度ジュニアの表舞台に立ち、1987年に小林邦昭から世界ジュニアヘビー級王座を初奪取する。以降5度同王座を獲得し、渕もジュニアヘビー級のトップレスラーとしての地位を確立する。
三沢光晴が率いる超世代軍とジャンボ鶴田率いる鶴田軍との抗争では、渕は鶴田軍についてメインイベントなどで戦う他、永源遙や大熊元司らと共に悪役商会の一員として馬場、ラッシャー木村らのファミリー軍団と抗争を繰り広げるなど、名バイプレイヤーとして分裂前の全日本を支えた。木村の試合後のマイクパフォーマンスでは、渕が長年独身であることをネタにされていた。なおこの間の1984年12月4日に高松市民文化センターで開催された「ジャパンプロレスリングチャリティー興行 プロローグ 維新の夜明け」に「怪覆面X」として登場している。マシーン軍団に似た赤覆面で乱入してきた怪覆面Xは長州力と対戦、わずか95秒で敗れている。「怪覆面X」については当時から正体が渕ではないかとの説があったが、後年渕自ら正体として認めている。
2000年に起こった選手の大量離脱騒動を受けて当初現役引退を決意したが、馬場元子の「全日本プロレスとして馬場さん三回忌をやりたい」という発言を受け、現役続行を決断
同年8月の新日本プロレスのG1 CLIMAX大会において、渕はスーツ姿で新日本プロレスのリングに上がり、「30年の長い間、全日本プロレスと新日本プロレスとの間には、厚い壁がありました。今日、その壁をぶち破りに来ました。全日本プロレスは選手2人しかいませんが、看板の大きさとプライドは新日本に負けてはいません!」と歴史に残るマイクアピールを行い、新日本プロレス現場責任者（当時）の長州力と固い握手を交わした。この時、蝶野正洋が長州と渕の前に現れてリングインし、「オイ!ここはテメェの上がるリングじゃねぇんだ、オラ! とっとと降りろ!」と激怒して被っていた帽子を投げつけたが、渕は余裕綽々の態度を崩さず蝶野の帰り際には「蝶野、忘れ物だ!」と蝶野の帽子を放り返し、格負けしない振る舞いを見せ付けた。最後に渕は、「我々は逃げも隠れもしない! 蝶野、来るなら来い!」、「新日本プロレスのファンの皆様、どうも大変お騒がせしました!」と締めくくったことから、会場からは異例の大「フッチー」コールが沸き起こった。後に全日本のリングで渕は蝶野と対戦して敗れはしたものの、渕も全日本の代表レスラーとして価値あるプレーを見せつけた。
新日本プロレスから武藤敬司、小島聡らが移籍し、徐々に所属選手も増え団体として活気を徐々に取り戻してくると、渕も再びベテランレスラーとしてガッチリ脇を固め、リング外ではスポークスマンとして活動。2004年5月22日には、天龍源一郎とのコンビで第76代アジアタッグ王者を獲得した。
渕は後述の世界ジュニア最多防衛記録元保持者であったが、故にTAKAみちのくが14度目の防衛の対戦相手として決めていたのが渕であったり、以前の保持者の近藤修司が執拗に渕との世界ジュニア戦を要求していた。しかし渕は体力的な衰えは隠せず、菊タローや荒谷望誉と共にお笑いスタイルの第一試合で興行を暖める役に徹していた。なお、渕自身は菊タローにはシングルで一度も負けていなかった。
渕は、和田京平レフェリーと共に団体生え抜きの人物として全日本プロレスの看板を守り通す重鎮でもあったが、2009年より渕が全日本プロレスの所属レスラーとしての契約をしていない事と同社取締役を同年に辞任していた事が判明したため、以降も渕はフリーランスの立場で全日本プロレスに参戦していた。契約的には問題が無いため、他団体への出場も可能で実際にオファーも来ていたが、他団体の興行には出場せず、全日本プロレスの興行にのみ出場している。渕は「全日本プロレスが消滅したら、引退する」と公言もしているほど、全日本愛は誰にも負けていなかった。
2013年7月14日、全日本プロレス取締役相談役に就任した。
2014年、還暦記念特別試合を1月に、3月には40周年特別記念試合を行った。12月14日、後楽園ホールで行われた全日本プロレス「和田京平レフェリー40周年&還暦記念大会〜和田京平プロデュース〜」では青木篤志の持つ世界ジュニアヘビー級選手権に5年ぶりに挑戦し20分以上闘ったが、試合は青木の肩固めで渕がギブアップ負けを喫した。
2016年11月27日、渕は両国国技館大会にて同期の大仁田とタッグを組み、奇しくも薗田の命日にアジアタッグ選手権試合に挑戦。王者組の変態自衛隊（佐藤光留&青木篤志組）を破り、第100代王者に輝いた。なお、62歳10か月（当時）での戴冠はアジアタッグ王者の最年長記録となった。
網膜剥離のため2023年1月2日の試合を最後に長期欠場をしていたが、2023年9月8日に8か月ぶりにリング復帰。

## 得意技

### フィニッシュ・ホールド
バックドロップ
渕の伝家の宝刀。海外遠征から帰国した頃は長州のような高角度の捻り式バックドロップをジャンプしながら放っていた事から、「ジャンピング・バックドロップ」と呼称された。しかし、バックドロップの元祖であるルー・テーズから「バックドロップで大切なのは叩きつけるスピード。高さはあまり関係ない」とアドバイスされ、現在の低空高速でブリッジを効かせたヘソで投げるタイプに変更している。一時、全日本プロレスにおいては鶴田・スティーブ・ウイリアムス・小川良成と並び渕もバックドロップの四大名手と呼ばれた。大一番になると連続して相手に繰り出し、1ダース（12発）以上連発することもあり、特に第10代世界ジュニア王者時代の防衛戦で菊地毅に繰り出した10連発は、今だ伝説的なものとなっている。
延髄斬り
一連のコンビネーションの中でタイミング良く決める。渕の場合は、元祖・アントニオ猪木のようにタメを効かせて大きく弧を描くように決めるのが特徴である。隠れた名手としても知られ、一撃でダニー・クロファットを沈めた事もある。長期政権を築いた第10代世界ジュニア王者時代には、バックドロップに次ぐ渕のフィニッシュとしても使用されていた。
フィスト・ドロップ
トップロープからのダイビング式はここ一番で使用したり、長期政権を築いた第10代世界ジュニア王者時代などには渕の隠しフィニッシュ的に使用されていた。ヒールユニット・ブードゥー・マーダーズと一時的に共闘し、AKA-ONIを名乗っていたときはメインフィニッシュホールドとした。
スモール・パッケージ・ホールド（首固め）
渕の場合は4回、5回と連続で繰り出すことがあり、諦めてフォールを奪われた選手は多い。

### 打撃技
低空ドロップキック
渕が開発した相手の膝関節、足元へのドロップキック。超世代軍との抗争の際に膝に古傷を抱えている三沢へ放ったのが最初であり、現在はプロレスに欠かせないものとなった。
フロントハイキック
渕の場合は、容赦無く相手の顔面をリングシューズの裏で蹴り付ける。相手との間合いの取り方が絶妙である。
ナックル・パート
猪木のナックル・アローの様に大きく振りかぶり、タメを作って一気に頭部を拳で殴り付ける。本来は反則技。
ヘッドロック・パンチ
相手をヘッドロックに捕らえ、レフェリーに見えないように反則の顔面パンチを放つ。相手が渕の反則をレフェリーに訴えるも、渕は反則ではない掌底打ちをアピールするのがお約束（その際、観客からはアピールに合わせ「パー」とコールが上がる）。

### 投げ技
ボディスラム
滞空時間が長いハイアングル式。技を放った後に観客に煽られて、腰の痛みに耐える仕種を交えつつ再び技をかけて応えることもある。超世代軍との抗争時は、コーナーへ顔面をぶつけるタイプ（スタンガン）や、トップロープや鉄柵へ喉元をぶつけるタイプ（ギロチン・ホイップ）も使用した。
ダブルアーム・スープレックス・ホールド
1980年代後半から1990年代にかけて、渕のフィニッシュとして多用した。前述のバックドロップや延髄斬りと並ぶ決め技とし、10代世界ジュニア王者時代の防衛戦でも決め技として何度も使用した。しかし、1990年代半ばに使用頻度が減少し、しだいに使用する機会もなくなった。
カーフ・ブランディング（子牛の焼印押し）
1985年頃より使い出し、ダイナマイト・キッドらによく仕掛けていたが、渕が「赤鬼」と異名を貰い始めた頃より派手な技を避け始めたため、封印状態になっている。
ジャンピング式ドリル・ア・ホール・パイルドライバー
全盛期にここ一番で見せることがあり、長期政権を築いた第10代世界ジュニア王者時代などにはフィニッシュとしたこともある。
ジャーマン・スープレックス
渕が海外遠征より帰国した際に得意技としていた。しかも、ゴッチ直伝をアピールするように「ドイツ式敬礼した状態のままブリッジした足の形」である。

### 極め技・押さえ込み技
フェイスロック
三沢が得意とするステップ・オーバー式と呼ばれる、座っている相手の後ろから片足を相手の片腕の前に出して乗りかかるようにして極める顔面締め。実は、三沢との練習中に二人で考案した型式でもある。
顔面踏みつけ
仰向けの相手の顔面を片足で踏みにじる。挑発の意味も大きい技。
ジャイアント・バックブリーカー
コブラクラッチとバックブリーカーの組み合わせたストレッチ技で、渕の師匠・馬場のオリジナル技であった。
各種拷問関節技
渕が若手時代に指導を受けたゴッチ直伝で、その数は48手（実際のところは不明）に及ぶと言われる。代表的なものとしてはコーナー上に相手を仰向けに寝かせてその上に乗りかかり、片足で相手の顎を踏みつけ、もう片方の足で相手の片足を踏みつけて乗りかかるようにして、相手をコーナーポストを支点に弓反りにして痛めつけるものがある。
脇固め
股裂き（レッグ・スプレッド）
チキンウィング・アームロック
グラウンドで、うつ伏せの相手にリバース状態で決めるものが得意。
スタンディング・クラッチ（膝折り固め）
座っている相手の後方に立ち、相手の両肩をまたいで相手の首の後ろに座り込む。その状態から相手の片足を掴み、自分の方へ引き寄せながら締め上げる。膝や股間のほか、首にもダメージがある。1990年代前半に痛め技として多用し、世界ジュニア王者時代にはフィニッシュとなったこともある。当時の渕の拷問関節技の代表的な技だった。
各種押さえ込み技
前述のスモール・パッケージ・ホールド（首固め）のほか、渕はジャックナイフ式エビ固め、サムソン・クラッチ、逆さ押さえ込み、回転エビ固め、後方回転エビ固めなど様々な固め技を得意とする。2000年代半ば以降は、スモール・パッケージ・ホールドを多用している。

## 入場曲
- DANGER ZONE（映画『トップガン』テーマ曲）

## タイトル歴
全日本プロレス
- 第3代・第6代・第10代・第12代・第15代世界ジュニアヘビー級王座

第10代王座時代の在位期間3年7ヶ月は歴代最長で、防衛数14回は28代カズ・ハヤシに更新（17回）されるまでは、最多記録だった。
- 第76・100代アジアタッグ王座（パートナーは76代：天龍源一郎、100代：大仁田厚）

CWA
- AWA南部タッグ（パートナーは大仁田厚）
- NWA南部タッグ（パートナーは大仁田厚）

プロレス大賞
- 努力賞（1976年）
- 努力賞（1983年）

## 人物・エピソード
- 婚姻歴が全く無く、『週刊ゴング』や『週刊プロレス』の読者コーナーに度々渕の独身ネタが投稿・掲載されることがあるほか、ラッシャー木村からネタにされたことも多い。永源が「渕が結婚しないのは、マザコンだからだよ!」とネタにしている。
- 渕が開発した低空ドロップキックは多くのプロレスラー、特にジュニアヘビー級のファイトスタイルに極めて大きな影響を及ぼしている。低空ドロップキックと無数の関節・ストレッチ技、ナックルパートや顔面キック、アトミック・ドロップの体勢からの急所攻撃など、テクニックとラフを兼ね備えた観客を強く刺激するファイトスタイルを確立してジュニアのみならず三沢らヘビー級とも堂々渡り合い、以後、渕は「赤鬼」の異名を取った。
- 低空ドロップキックは超世代軍との闘いの中でクローズアップされたが、その原型は左膝蓋骨粉砕骨折による欠場から復帰してきた大仁田に対し、連日タッグマッチで対戦を組まれていた頃に出来上がった。この攻撃については当時、「かわいそう」「（せっかく復帰したのに）そこまでやらなくても…。」との批判もあったが、攻撃を仕掛ける渕も、受ける大仁田も「プロなら当然の事」とコメントしていた。
- 全日本プロレス入門前後には、神奈川県の茅ヶ崎市に在住しており、そこから道場に通っていた。渕がアマレス出身であったこともあり、同じアマレス出身で渕より先に入門していた鶴田とは、全日本プロレスの初期によくスパーリングしていたことを語っている[17]。
- 渕は全日本プロレス出身として数少ないカール・ゴッチの指導を受けたレスラーだが、その指導内容はゴッチから「首を鍛える事が重要」という理由で、ひたすらブリッジをやらされたと回想している。
- 大仁田が馬場の付き人だった頃、渕は馬場に連れられて大仁田と三人で寿司を食べに行ったが、大仁田は気を使って馬場よりもワンランク下のネタを頼んでいた。しかし渕は、無礼講とはいえウニ・イクラ・大トロなど遠慮せずに次々と注文してしまう。呆れてしまった馬場は食事後に「おう、大仁田ぁ、渕はもう二度と（お寿司屋さんには）連れてかないぞ」と告げている[18]。
- 一時期全日本プロレス中継での解説を務めた事があるが（1991 - 1992年ごろ）、基本的に公の場での発言はあまり見られず、無口・口下手な印象を与えていた[独自研究?]。しかし2000年8月、新日本プロレスのG1 CLIMAX・両国国技館での観客に対するマイクアピール、更には蝶野に対するパフォーマンスはこれまでの渕の印象をガラリと変えるものであり、会場の新日本ファンからも大喝采を浴びた。
- 生前の志村けんとは大親友であった。
- 2007年1月4日に行われた新日本ドーム大会で、実況アナから「全日本最後の良心」や「色白ダンディズム」という、なぜか今まで言われたことのないニックネームで呼ばれていた。
- 大のキティちゃん好きとしても知られ、一時は全日本のスポンサーでもあるあすなろ舎から作ってもらった世界に一着しかないキティちゃんのガウンを着て入場していた。デザインはキティちゃんの顔に胴体部がヘビのようなものが背中に書かれたブルゾンである。
- 場内の「フッチー（チャチャチャ） フッチー（チャチャチャ）」のコールは定番である。
- 胸の皮膚が弱く、小島やカズ・ハヤシの逆水平チョップで胸板が真っ赤になっている姿が度々見られる（ニックネームの“赤鬼”もこれに由来する）。
- 諏訪魔からは、一番苦手で強い相手と言われている。理由は見せ場などをすべて持っていく実力があるため。
- 2019年5月3日、埼玉県加須市の観光大使に就任した。
- テリー・ファンクの死去の際には「私の半世紀のレスラー人生で一番世話になった外国人レスラーはデストロイヤーとテリー・ファンク。1981年3月、（米国・テキサスの）アマリロで1カ月以上自宅に居候させて貰い大仁田（厚）君ともども世話になった。思い出は多すぎる」とコメントを寄せている[19]。

## 著書
- 王道ブルース（徳間書店、2022年3月29日） ISBN 978-4198653903

## メディア出演

### テレビ
- バイタルTV「渕正信の幸せ昭和食堂」（BS-TBS、2018年5月17日 - 10月11日）
- クイズ!脳ベルSHOW第597回・第598回・第598回（BSフジ、2019年1月9日、1月10日、1月11日）